# Greve Académica de 1907

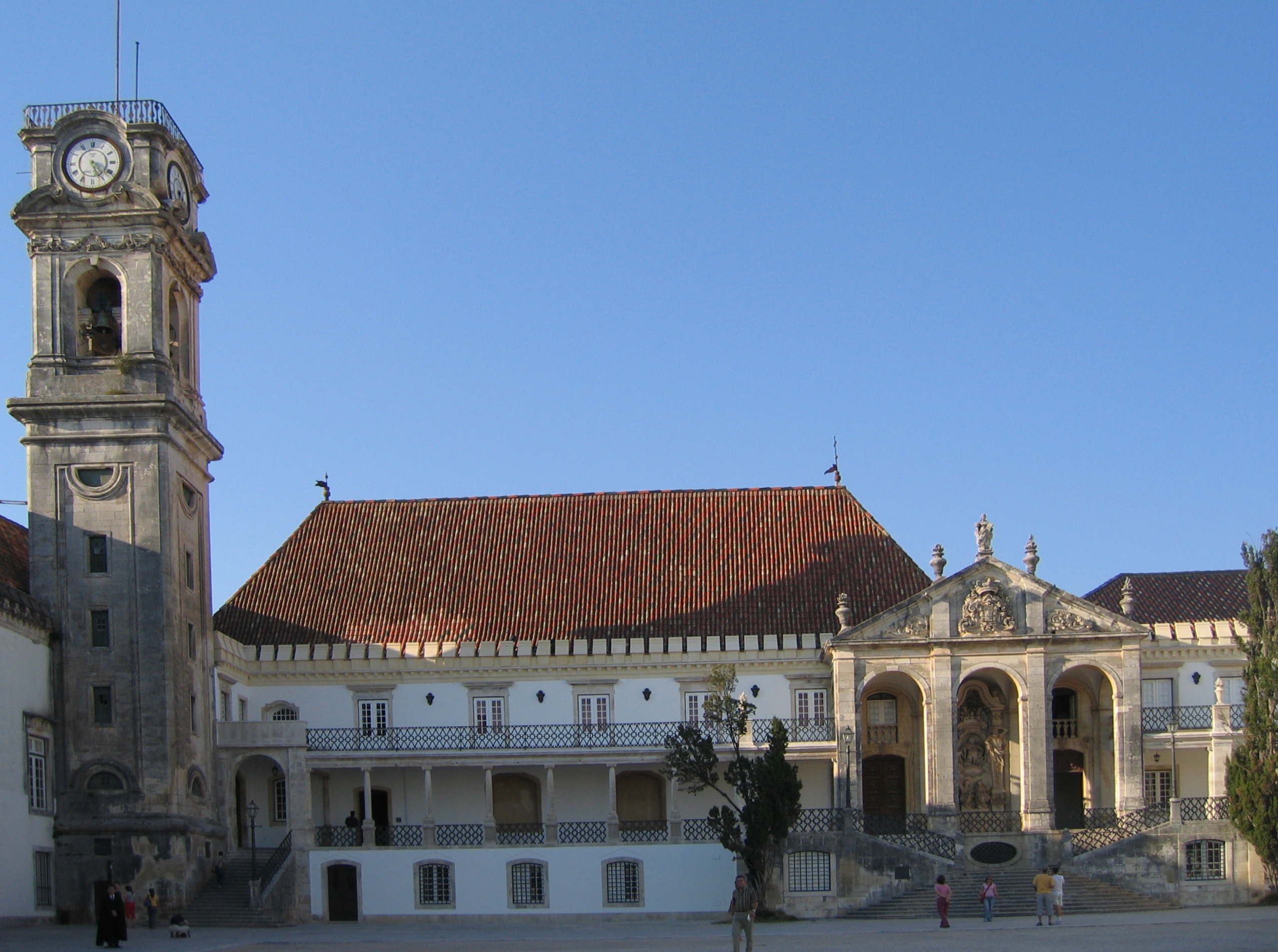
Universidade de Coimbra

A Greve Académica de 1907 foi um dos acontecimentos sociais e políticos que mais marcou o governo de João Franco, tendo origem num incidente universitário, rapidamente se transformou num assunto de repercussões nacionais. A contestação estudantil pretendia uma renovação pedagógica, cultural, intelectual e política da Universidade de Coimbra, já há muito que era desejada uma mudança nos métodos de ensino, do foro académico, da burocracia universitária e do conservadorismo ideológico.
As universidades foram e continuam a ser formadoras das elites intelectuais e políticas dos diferentes países, a Universidade de Coimbra ocupava a posição cimeira dos estabelecimentos de ensino superior. A partir da década de 60 do século XIX que se verificam tensões entre o espírito universitário retrógrado e o espírito académico renovado, assim a Universidade de Coimbra tornou-se nestes últimos anos de monarquia num “espaço de contestação e rebelião, um tempo de aprendizagem revolucionária” (como afirma Manuel de Carvalho Prata na sua dissertação de Doutoramento, A Academia de Coimbra (1880-1926)). Verifica-se cada vez mais um distanciamento entre a juventude estudantil e a própria instituição, que estava imbuída num liberalismo conservador de uma monarquia tradicionalista. Depois de na década de 70 terem existido as primeiras manifestações públicas de estudantes republicanos, os anos 80 são marcados por vários protestos estudantis contra o foro académico e em 1890 a Universidade foi palco de patrióticos protestos antimonárquicos por ocasião do Ultimato. Nos primeiros anos do século XX, anteriores à Greve de 1907, houve protestos em 1902 e 1903 contra a política religiosa de Hintze Ribeiro, o que levou à suspensão dos trabalhos escolares após confrontos entre alunos e as forças policiais, em que eram elaboradas cerradas críticas aos processos medievais da Universidade.
“Os académicos da Faculdade de Direito não protestam contra os lentes, não são mesmo eles que consciente e deliberadamente protestam. Quem protesta é o século XX, quem protesta é o século XIX, quem protesta é o último quartel do século XVIII, quem protesta é o Direito moderno com todo o peso das suas conquistas, contra a imobilização bissecular desse instituto, contra a sua organização obsoleta, contra a tradição escolástica e medieval, que converteu o corpo docente numa casta fechada (…) com dogmas doutrinários e preceitos disciplinares absolutamente contrários ao espírito moderno, ao espírito de livre exame, curioso, investigador, por vezes irreverente, mas essencialmente renovador, que essa mocidade representa.” 

## Desenrolar dos acontecimentos
A greve académica em Março e Abril de 1907 serviu para as oposições exibirem a fraqueza do governo, Hintze Ribeiro acusa João Franco de excessiva passividade e de ter comprometido o princípio de autoridade, enquanto que os republicanos clamam que o despotismo do governo inundava com o sangue dos estudantes as ruas de Coimbra, assim Franco opta por defender a ordem pública, como convinha a um chefe de governo, a compreender as reivindicações dos estudantes e proceder a reformas que apaziguassem as manifestações. Por sua vez, o rei D. Carlos I desejava evitar que houvesse confrontos desnecessários, como demonstram as cartas que enviou a João Franco, sou absolutamente contrário, como sabes, a violências e a abusos de força, tendo avisado Franco que evitasse expulsões de deputados republicanos.
José Eugénio Dias Ferreira, que tinha aderido ao Partido Republicano Português em Janeiro desse ano e era filho do ex-Presidente do Conselho e ex-Ministro da Fazenda José Dias Ferreira, defendia as conclusões magnas para obtenção do grau de Doutor em Direito nos dias 27 e 28 de Fevereiro (José Eugénio Ferreira era pouco conhecido entre os colegas e tinha fama de ser uma pessoa inconformista, a somar o facto de que o tema da dissertação era demasiado ousado para a cultura universitária da época, fez recair interesse nos alunos da faculdade pelas suas provas, além de que o aluno ter dedicado o seu trabalho a um proscrito da Universidade de Coimbra, Teófilo Braga).
Nos dias designados para as provas a Sala dos Capelos estava cheia de espectadores curiosos em saber o resultado das mesmas, como nos informa Alberto Xavier: Nos dias designados para as provas, a imensa Sala dos Capelos encheu-se de público, completamente, predominando os estudantes, o qual foi o de reprovação por unanimidade , resultado este que já estava previamente acordado entre os lentes, em vez de assistir a um debate de elevado alcance cientifico entre os examinadores e o candidato, a uma controvérsia de ideias e de doutrinas, em que fossem relevadas, de parte a parte, inteligência, argúcia, qualidades dialécticas, dotes oratórios, alta cultura jurídica, (…) senti-me desolado, vexado, indignado, revoltado. (…) Os professores da Faculdade de Direito, que formavam o júri, sob a presidência do reitor da Universidade, pareciam combinados, não para suscitar questões e discuti-las, serena e lealmente, em termos de proporcionar ao examinando o ensejo público de manifestar o seu saber, demonstrar boas faculdades de argumentação, de ostentar seguros dons de palavra, de comprovar, enfim, a aptidão para ser investido no grau de Doutor e de receber as insígnias de Capelo e Borla, mas para, conluiados, combaterem o candidato, desqualificá-lo perante a assistência e conduzi-lo a uma situação de estenderete retumbante. (…) O candidato propunha-se responder, esboçava a sua defesa, mas os professores arguentes interrompiam-no constantemente, não o deixando prosseguir .
Logo que foi conhecido o chumbo por unanimidade do candidato, a Academia rompeu em clamorosos protestos e imediatamente as primeiras reacções de contestação fizeram-se ouvir, e os primeiros gestos lançado contra a Faculdade de Direito partiram de Frederico Franco (filho de João Franco) e Luís Baldaque Guimarães. Bernardo Nunes propõe que se estranha o facto de este movimento ter sido iniciado exactamente pelo filho de João Franco, podendo, igualmente, pensar-se que este movimento terá iniciado como uma querela entre pai e filho, terá sido pura rebeldia da adolescência? O filho não terá pensado nos seus actos, como filho de uma figura de destaque do liberalismo?
Nessa mesma noite, 28 de Fevereiro, realizou-se uma reunião magna no Teatro Ginásio, presidida por José Montez, para deliberar que atitudes tomar, tendo ficado estabelecido um boicote às aulas do dia seguinte, proibindo-se, no entanto, qualquer desrespeito ou atitude violenta para com os lentes. No dia seguinte os alunos de todas as faculdades boicotaram as aulas, ocupando os Gerais e bloqueando as entradas das salas de aula aos professores, como informa um relato da época de Alfredo Pimenta: Os Gerais estavam cheios. O primeiro lente a chegar foi o Calisto. Parou, como costumava, a dois metros da porta e esperou. Os caloiros formaram um semicírculo e ninguém avançou. Uma salva de palmas e vivas aos caloiros. E gritos, e apóstrofes, e exclamações, e morras! (…) O mestre, Perdigão ao lado, esperou, talvez, cinco minutos. E como ninguém entrasse – retirou.  Através desta atitude o movimento grevista estava lançado, as aulas nesse dia não funcionaram e a Universidade encerrou as suas portas por ordem do reitor, António dos Santos Viegas. No dia seguinte João Franco, através de decreto governamental, ordena o encerramento da Universidade.

## Alargamento nacional do movimento
Os dias seguintes foram decisivos para a definição do protesto estudantil, os alunos a 3 de Março deliberam manter-se em greve, declarando que não existia uma conspiração político-partidária contra o Governo. Os estudantes decidiram igualmente constituir comissões em Lisboa, Porto e Coimbra com o intuito de manterem os contactos académicos activos e enviar a Lisboa uma representação para entregar ao Parlamento e ao Governo as razões da greve.

## Deslocação a Lisboa
Nos dias 4 e 5 de Março a Academia de Coimbra deslocou-se a Lisboa, o número de estudantes que se deslocaram a Lisboa foi de cerca de 400 segundo o jornal O Século, o Diário de Notícias contabilizou 350. Na tarde de 4 de Março a Academia reuniu-se no Ateneu Comercial, na Rua das Portas de Santo Antão, onde escutou as palavras do Professor Teófilo Braga, e em seguida deslocaram-se a S. Bento, acompanhados por estudantes das escolas superiores e dos liceus de Lisboa, os 400 estudantes de Coimbra distinguiam-se pelos seus trajos universitários. Caminhavam rodeados e seguidos de inúmeros estudantes das escolas superiores e dos liceus de Lisboa. (…) Desde o início os estudantes foram saudados com palmas pelo público. Durante todo o percurso as saudações mais vibrantes e entusiásticas registaram-se no Chiado. Os vivas à Academia de Coimbra, lançados pelos transeuntes, parados, eram secundados, entre calorosas aclamações, por inúmeras pessoas que apareceram às janelas dos prédios. O inesperado espectáculo foi impressionante, e admirável a compostura dos estudantes, que se mantinham silenciosos, só correspondendo às manifestações com simples gestos de mãos. 
No Parlamento os estudantes foram recebidos pelo Ministro das Obras Públicas, Malheiro Reimão, pois João Franco tinha-se ausentado. António Granjo, presidente eleito da comissão, entregou a Malheiro Reimão um documento com as suas exigências da Academia de Coimbra:
- Os cursos da Faculdade de Direito sejam absolutamente livres,
- Os júris dessa Faculdade sejam constituídos por dois membros da Faculdade e um presidente estranho (que podia ser recrutado entre o professorado das outras escolas superiores e os membros do Supremo Tribunal de Justiça e das Relações, sendo ao presidente atribuído o voto de qualidade),
- Não sejam abolidos os pontos de exame,
- Seja nomeada uma comissão de sindicância ao acto de conclusões magnas do candidato José Eugénio Ferreira,
- Seja facultado ao candidato José Eugenio Ferreira a repetição do seu acto de conclusões magnas (caso o governo não conceda a sindicância) com um júri composto de professores de outras escolas superiores,
- O foro académico seja abolido,
- Não seja aplicado qualquer castigo.

O ministro faz saber aos estudantes que o governo não atenderia às reclamações apresentadas e no dia seguinte a Academia regressou de comboio a Coimbra.

## Processos disciplinares
Instaurados os processos disciplinares, que eram secretos e de carácter inquisitório e nos quais o Reitor assistiu, o Conselho de Decanos iniciou as investigações a 15 de Março de 1907, sendo que as primeiras testemunhas ouvidas eram estranhas à Academia e ao exercício universitário.
Quando chegaram rumores à Universidade para punir os desordeiros com severidade, Bernardino Machado declarou, numa conferência em Lisboa, que as portas da Universidade estariam para ele fechadas, enquanto o estivessem para qualquer estudante, declarando igualmente que os alunos tinham a razão moral do seu lado por se terem erguido em nome da liberdade contra o despotismo secular que vigorava na Universidade, como explica o próprio numa carta ao jornal O Século datada de 5 de Abril de 1907, Quando vi que alguns estudantes estavam ameaçados de ser punidos, não por injúrias individuais aos lentes, mas sob a acusação de serem os instigadores dessas injúrias, (…) deturpando-se assim o sentido moral da solidariedade académica, (…) se elevou a toda a altura duma nobre reivindicação de reformas liberais, e, portanto do progresso do ensino, só então é que em Belém, sem deixar ainda nessa ocasião de censurar expressamente quaisquer desacatos que porventura tivesse havido, eu declarei que, se tão injustas condenações se consumassem, e algum estudante fosse, por esse motivo, expulso, as portas da Universidade ao fecharem-se para ele, se fechariam também para mim.
Com o encerramento da Universidade o protesto académico ganhou simpatizantes e apoios, enquanto se aguardava o desfecho dos processos disciplinares instaurados pelo Conselho de Decanos contra os estudantes. O resultado do acórdão disciplinar foi divulgado a 1 de Abril (João Franco entregou uma lista de estudantes que considerava responsáveis pelos desacatos ao lente Marnoco e Sousa, promotor do acórdão disciplinar, pois o Conselho de Decanos não estava a conseguir apurar os cabecilhas da greve), no qual 17 alunos foram considerados agentes criminosos, acusados de gritos subversivos e insultos contra a Universidade, assim como do apedrejamento de casas de alguns lentes, dez deles são considerados inocentes por falta de provas e sete são condenados a penas de expulsão de um e dois anos da Universidade. Relativamente aos alunos que foram expulsos, o Governo queria as suas expulsões como forma de se manter o princípio de autoridade e justificar os termos imprudentes do Decreto de 2 de Março que encerrou a Universidade, como refere António Granjo, estudante do 5º ano de direito.
Com estes factos inflamam-se ainda mais os ânimos e aumentam as acções de denúncia e protesto, insufladas por intensos debates no Parlamento que a imprensa faz ressoar.

## Continuação dos protestos
O governo fixa a reabertura da Universidade para o dia 8 de Abril, assegurando a presença das forças da ordem e ameaçando os estudantes com a perda do ano lectivo no caso de persistirem no boicote. João Franco havia subavaliado a determinação dos estudantes e a sua capacidade de mobilização, assim o boicote em vez de se restringir a Coimbra, alastrou-se a todas as escolas superiores e técnicas de Lisboa e do Porto, bem como a uma série de liceus de todo o país: “O que deu ao protesto coimbrão o renovado aspecto de uma autêntica revolução estudantil nacional, foi o facto de, naquele dia 8 de Abril, a atitude dos universitários de Coimbra ter sido secundada pelos estudantes de todas as Escolas Superiores e Técnicas de Lisboa e Porto, dos Institutos Industriais, da Escola Elementar do Comércio, da Academia de Belas-Artes, do Conservatório Nacional de Música e de um amplo conjunto de liceus do país” .
Em todas as Faculdades da Universidade, bem como no Liceu de Coimbra, os estudantes recusaram comparecer às aulas. Junto à Porta Férrea, cerca de oitocentos alunos, entre os quais se contava o próprio filho de João Franco, venciam pela força da indignação de uma maioria esmagadora qualquer tentativa individual de furar a greve, ao mesmo tempo que apupavam as forças policiais instaladas no terreiro da Universidade. 
Por toda a parte, mas sobretudo nas imediações dos edifícios escolares de Coimbra e Lisboa, os jovens revoltosos cantavam o seu estribilho de luta: DEVE, DEVE, DEVE! SER MANTIDA A GREVE!, como informa Rocha Martins em João Franco e o Seu Tempo.
A 15 de Abril o governo determinou novamente o encerramento de todos os estabelecimentos de ensino superior e técnico onde se mantinha o boicote, além de outras medidas de natureza repressiva, como a proibição de reuniões, de comícios e de outras formas de expressão colectiva. O recurso à força verificado em alguns estabelecimentos da capital configura já o desespero sentido pelo poder face à dimensão nacional alcançada pela contestação estudantil. O Diário da Câmara dos Deputados revela a agonia dos últimos dias do liberalismo franquista, em nome da ordem, do espectro republicano, e do urgente regresso à normalidade, João Franco ia-se justificando que o encerramento da Universidade, as expulsões, as reprovações, as prisões, o emprego da força policial, tudo isso daria a prazo lugar à benevolência. 

## Fim da greve
A perda do ano lectivo, ou por faltas injustificadas ou pela impossibilidade de realização dos exames, cuja época se aproximava, é desde logo um cenário explorado pelo governo e pelas autoridades académicas para demover os grevistas e conquistar o apoio das respectivas famílias, as quais se chegam a organizar em comissões de pais dos alunos grevistas que ofereceram os seus préstimos como mediadores ao Reitor, desenvolvendo contactos diversos, inclusive com o próprio rei D. Carlos.
A 18 de Abril é nomeado D. João de Alarcão para reitor da Universidade, em reunião com a Academia este disponibilizou-se para interceder junto do governo a favor de uma amnistia geral para os alunos, extensível aos que tinham sido expulsos. A 23 de Maio o Diário do Governo publicava um decreto reabrindo a Universidade para efeitos de exame sobre as matérias leccionadas, havendo alunos que cederam ao medo em perder o ano lectivo. Os decretos indultando os estudantes das suas penas de expulsão foram publicados pelo governo em finais de Agosto desse ano, assim os três estudantes expulsos por dois anos viram a sua comutada em repreensão e os quatro que tinham sido expulsos por um ano receberam uma censura, além de que estes sete podiam requerer encerramento de matrículas relativas ao ano de 1906-1907 e a admissão nas disciplinas que haviam frequentado até 28 de Fevereiro, assim desta forma o governo encerrou a questão universitária, significando para alguns a capitulação final do movimento estudantil, mas a iniciação ideológica e política de muitos estudantes era uma realidade, tendo alguns sido personalidades marcantes na Primeira República.

## Consequências da greve académica
Bernardo Nunes informa que é no cenário da Greve Académica de 1907 que se verifica a transição para a fase ditatorial do governo franquista, processo que se iniciou a 11 de Abril de 1907 quando João Franco pediu ao rei o encerramento do Parlamento (que se verificou a 10 de Maio) e no dia 30 desse mês, o rei D. Carlos ofereceu a Franco a ditadura, pois apenas possuía duas alternativas para João Franco (o governo de João Franco estava em minoria, os Progressistas haviam recusado em participar no seu governo e, assim, a queda de Franco era iminente), como explicou mais tarde o conde de Arnoso, ou demitia Franco, ou concedia-lhe meios para governar em ditadura, a escolha do monarca em lhe entregar os poderes ditatoriais levaram mais tarde ao Regicídio de 1908. A Greve Académica de 1907 teve um impacto muito elevado no país, de um protesto por uma reforma do ensino com o intuito do seu melhoramento, conta-se como uma das causas directas para o encerramento das Cortes, em Abril, e para a subsequente ditadura franquista, tendo como última consequência o regicídio em 1 de Fevereiro de 1908.
No jornal O Século escreveu-se a 27 de Março de 1907 que A questão da reforma do ensino universitário é a mais grave de quantas preocupam actualmente o País. Por Universidade, entende o orador, a Faculdade de Direito. As outras faculdades têm nas escolas similares de Lisboa e Porto o natural e necessário correctivo e estimulo; a Faculdade de Direito não tem concorrentes. Essa falta de concorrência, associada a privilégios monstruosos, traz a imobilidade da consciência jurídica do País. (…) Assim, as responsabilidades da Faculdade de Direito nos desastres nacionais são gravíssimas. Verifica-se que existe uma consciência de que o monopólio da Universidade de Coimbra se estava a tornar obsoleto e de que o país necessitava de outro estabelecimento de ensino onde se leccionasse o curso de direito, contra esta imobilidade secular só há um remédio: a criação da Universidade de Lisboa – para obrigar os lentes da Faculdade de Direito de Coimbra a andarem, falarem, pensarem, conviverem e ensinarem, como (…) os lentes das escolas superiores da capital.

## Importância da imprensa
A imprensa teve, naturalmente, um papel relevante, quer na difusão da informação, quer na mobilização de apoios para os estudantes. Os jornais académicos atingiram tiragens inéditas e os jornais diários e semanários, como O Século, Ilustração Portuguesa, O Mundo (jornal) e A Luta, fizeram manchetes com a luta dos estudantes, conferindo-lhe uma visibilidade inusitada. No mesmo sentido funcionaram as manifestações de apoio expressas por personalidades oposicionistas, como António José de Almeida, Teófilo Braga, Brito Camacho, João Chagas ou Guerra Junqueiro.

## Protagonista
José Eugénio Ferreira, o protagonista da greve académica, passados alguns anos após os acontecimentos de 1907 apresentou-se novamente para prestar provas de doutorado em Coimbra e foi aprovado, ingressou no corpo docente do Instituto Superior de Comércio e mais tarde passou para a categoria de professor catedrático do Instituto Superior de Ciências Económicas e Financeiras, onde foi regente das cadeiras de Direito Internacional Privado e de Ciência das Finanças, tendo falecido a 16 de Janeiro de 1953.